# Фатіх Бірол
Фатіх Бірол (народився 22 березня 1958 року в Анкарі) — турецький економіст та експерт з енергетики, який з 1 вересня 2015 року обіймав посаду виконавчого директора Міжнародного енергетичного агентства (МЕА). Під час свого перебування на чолі МЕА він зробив низку кроків для модернізації міжнародної організації, що базується в Парижі, включаючи зміцнення зв'язків з країнами, що розвиваються, таких як Індія  та Китай, а також активізував роботу з переходу на чисту енергію та міжнародні зусилля заради досягнення вуглецевої нейттральності.
Бірол увійшов до списку Time 100 найвпливовіших людей світу у 2021 році.  Був у списку Forbes найвпливовіших людей на світовій енергетичній арені  і визнаний Financial Times у 2017 році як Персона року в енергетичному секторі.  Бірол є головою Консультативної ради з питань енергетики Всесвітнього економічного форуму (Давос). Він часто публікується у друкованих та електронних ЗМІ і щороку виступає з численними промовами на великих міжнародних самітах і конференціях.

## Початок кар'єри
До того, як приєднатися до МЕА як молодший аналітик у 1995 році, Бірол працював в Організації країн-експортерів нафти (ОПЕК)  у Відні. За роки роботи в МЕА Бірол пройшов шлях до посади головного економіста, на якій він відповідав за щорічний звіт МЕА World Energy Outlook, перш ніж він став виконавчим директором у 2015 році.
Громадянин Туреччини Бірол народився в Анкарі у 1958 році. Він отримав ступінь бакалавра з електроенергетики в Стамбульському технічному університеті. Він отримав ступінь магістра та доктора філософії з економіки електроенергетики у Віденському технічному університеті. У 2013 році Імперський коледж Лондона нагородив Бірола званням доктора наук. У 2013 році став почесним довічним членом футбольного клубу «Галатасарай».

## Інші види діяльності
- Africa Europe Foundation  (AEF), член Групи високого рівня з питань відносин Африки та Європи (з 2020 року) [9]

| Стрічка | Нагорода або відзнака                                              | Країна          | Дата                   | Місце     | Примітки | Пос.          |
| ------- | ------------------------------------------------------------------ | --------------- | ---------------------- | --------- | -------- | ------------- |
|         | Медаль за видатні заслуги Міністерства закордонних справ Туреччини | Туреччина       | 1 жовтня 2005 року     | Париж     |          | [ 10 ]        |
|         | Академічний орден пальм                                            | Франція         | 1 жовтня 2006 року     | Париж     |          | [ 11 ]        |
|         | Почесна відзнака за заслуги перед Австрійською Республікою         | Австрія         | 1 березня 2007 року    | Відень    |          | [ 11 ]        |
|         | Орден «За заслуги» перед Федеративною Республікою Німеччина        | Німеччина       | 19 листопада 2009 року | Берлін    |          | [ 11 ]        |
|         | Офіцер ордена «За заслуги перед Італійською Республікою».          | Італія          | 14 червня 2012 року    | Париж     |          | [ 11 ]        |
|         | Орден Полярної зірки І ступеня                                     | Швеція          | 11 грудня 2013 року    | Стокгольм |          | [ 11 ] [ 12 ] |
|         | Орден Вранішнього сонця І ступеня                                  | Японія          | 30 січня 2014 року     | Париж     |          | [ 11 ] [ 13 ] |
|         | Медаль Мелчетта                                                    | Велика Британія | 2017 рік               |           |          | [ 14 ]        |
|         | Кавалер ордена Почесного легіону                                   | Франція         | 1 січня 2022 року      | Париж     |          | [ 11 ] [ 15 ] |